# Dolmen von Mané-Ven-Guen
Der Dolmen von Mané-Ven-Guen (auch Dolmen von Toulvern) liegt in einem Waldstück südlich von Toulvern, einem zu Baden im Département Morbihan gehörenden Weiler, in der Bretagne in Frankreich.
Dolmen ist in Frankreich der Oberbegriff für neolithische Megalithanlagen aller Art (siehe: Französische Nomenklatur).
Die beiden sich Y-artig querenden einfachen Dolmen (französisch Dolmen simple) sind in einem schlechten Zustand. Sie liegen in dem noch deutlich erkennbaren Hügel. Der besser erhaltene nördliche Dolmen hat einen Gang mit einer Länge von etwa 4,0 m und einer Breite von 1,0 m. Die fast runde Kammer hat einem Durchmesser von etwa 2,5 m. Auf dem Gang und am Übergang zur Kammer sind noch drei Deckenplatten vorhanden.
Der südliche Dolmen hat wenige erhaltene Tragsteine und nur eine erhaltene Deckenplatte. Es finden sich Spuren von Trockenmauerwerk.

Mané-Ven-Guen
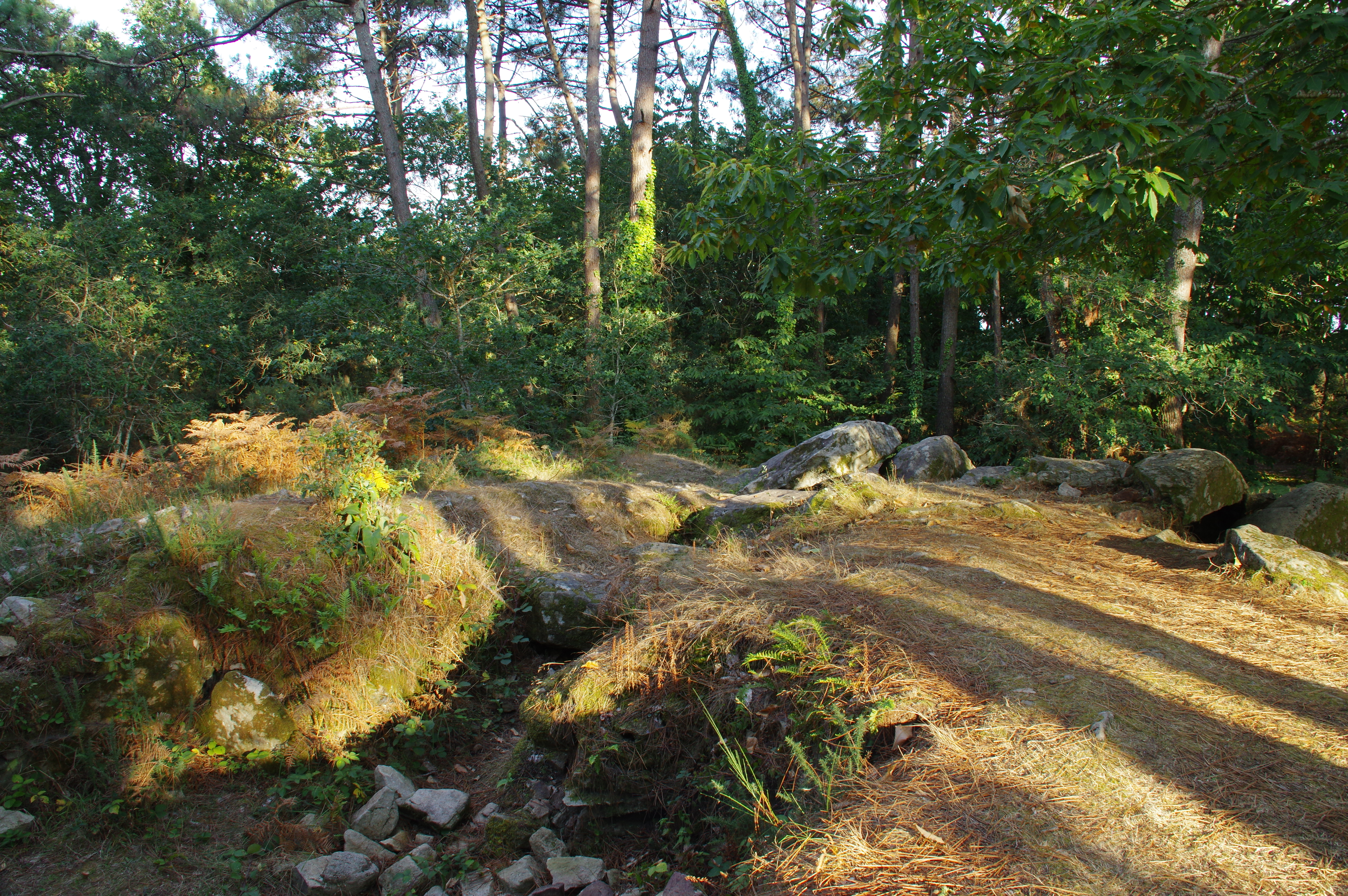
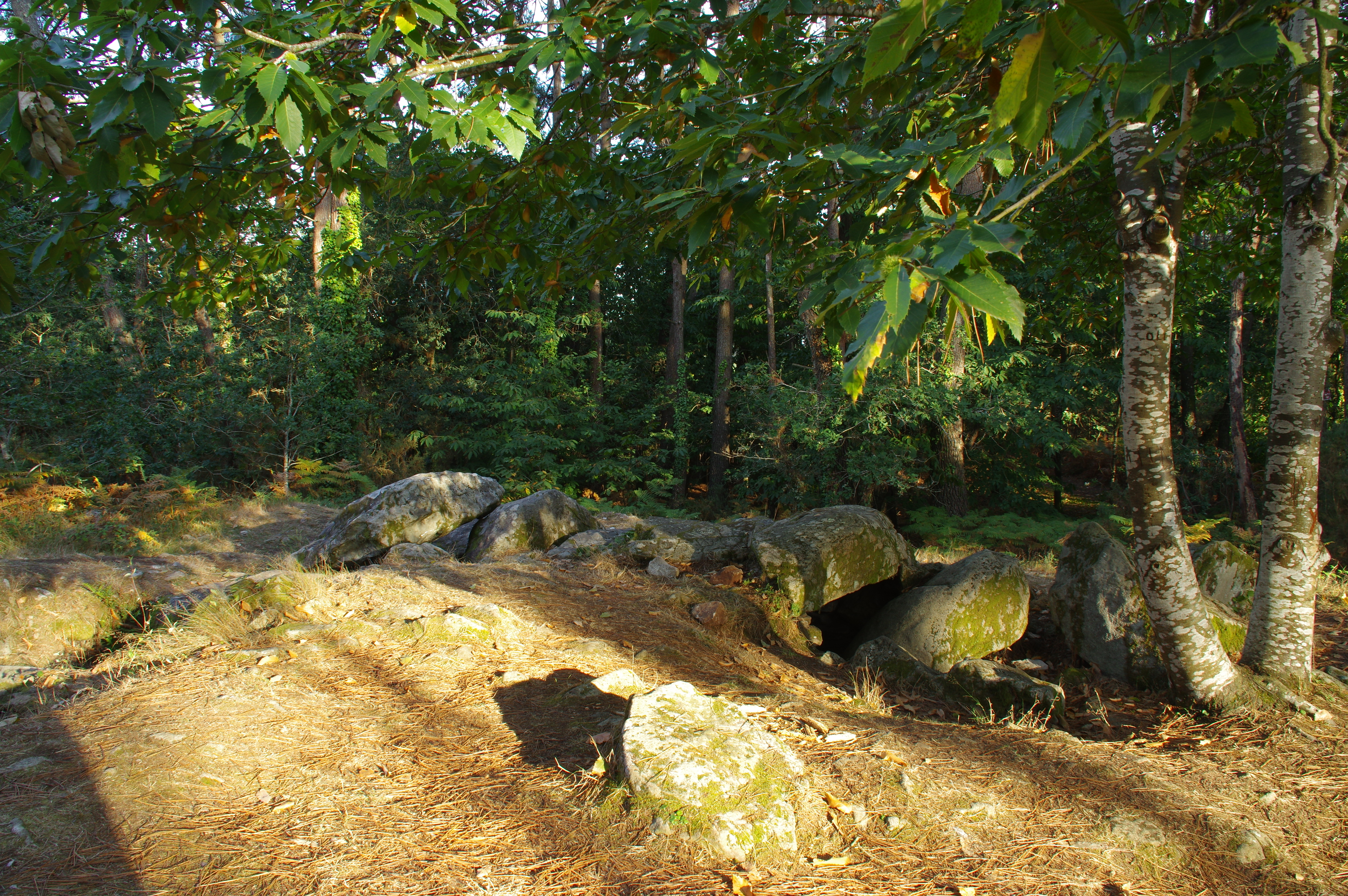
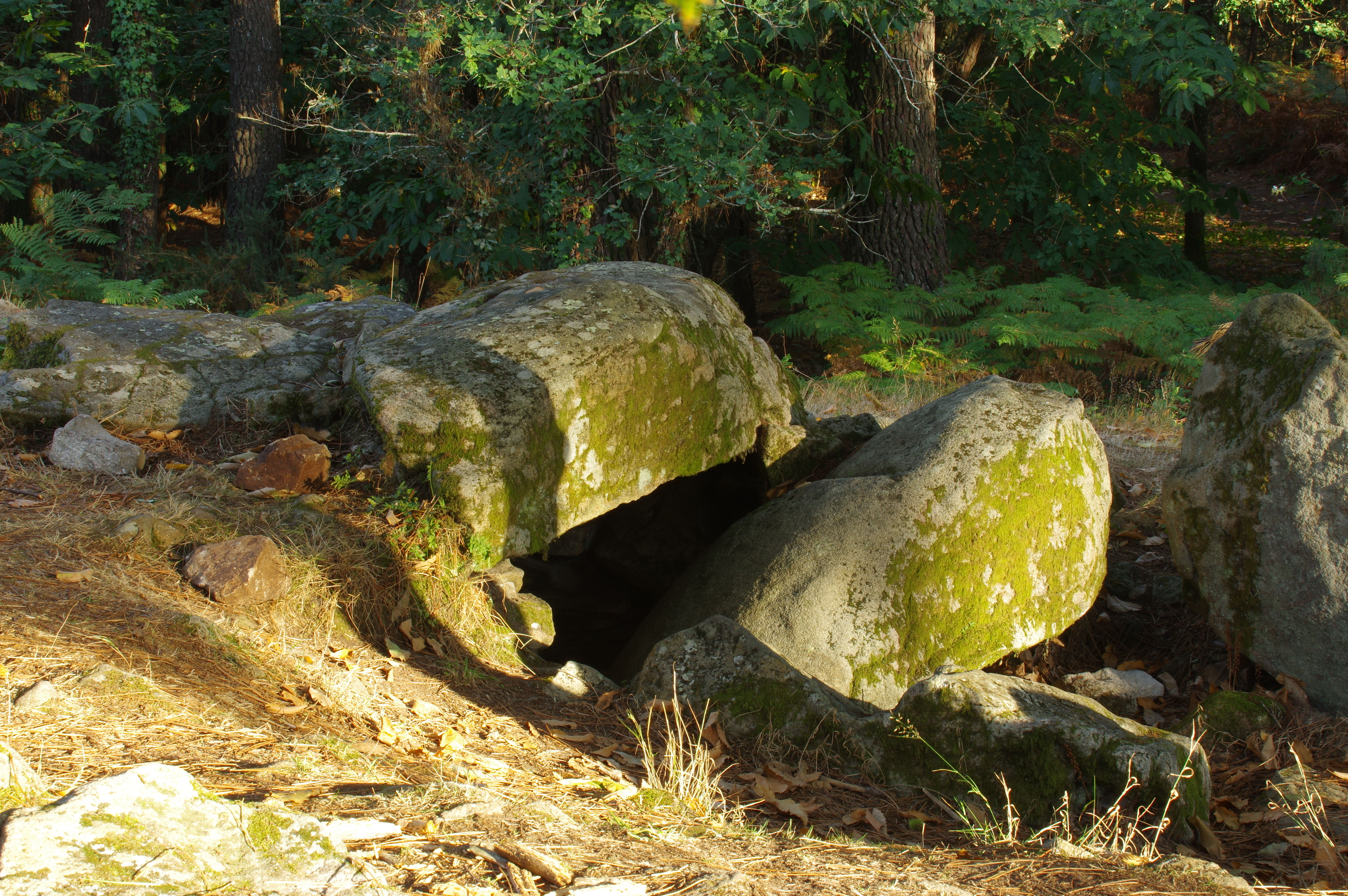